# Vojvođanska nogometna liga 1952.
Vojvođanska liga je bila liga drugog stupnja nogometnog prvenstva Jugoslavije u sezoni 1952. 
 Sudjelovalo je 8 klubova, a prvak je bio "Spartak" iz Subotice. 
  
Liga je igrana od 7. ožujka do 23. svibnja 1952. godine.

## Formiranje lige
- Spartak (Subotica) bivši član Prve savezne lige
- Dinamo (Pančevo), bivši član Druge savezne lige
- Proleter (Zrenjanin) bivši član Druge savezne lige
- Šesti oktobar (Kikinda) bivši član Srpske lige
- Senta, bivši član Srpske lige
- Trgovački (Novi Sad), prvoplasirani u Vojvođanskoj ligi
- Železničar (Inđija), drugoplasirani u Vojvođanskoj ligi
- Jedinstvo (Bačka Palanka), trećeplasirani u Vojvođanskoj ligi

## Ljestvica
| mj. | klub                   | ut. | pob. | ner. | por. | gol+ | gol- | bod |
| --- | ---------------------- | --- | ---- | ---- | ---- | ---- | ---- | --- |
| 1.  | Spartak Subotica       | 14  | 9    | 3    | 2    | 39   | 15   | 21  |
| 2.  | Dinamo Pančevo         | 14  | 7    | 3    | 4    | 28   | 22   | 17  |
| 3.  | Proleter Zrenjanin     | 14  | 6    | 4    | 4    | 22   | 16   | 16  |
| 4.  | 6. Oktobar Kikinda     | 14  | 7    | 1    | 6    | 22   | 23   | 15  |
| 5.  | Trgovački Novi Sad     | 14  | 4    | 6    | 5    | 21   | 25   | 13  |
| 6.  | Jedinstvo Bačka Topola | 14  | 4    | 3    | 7    | 15   | 25   | 11  |
| 7.  | Senta                  | 14  | 2    | 6    | 6    | 15   | 25   | 10  |
| 8.  | Železničar Inđija      | 14  | 2    | 5    | 7    | 21   | 32   | 9   |

- "Jedinstvo" iz Bačke Topole se navodi i kao "Eđšeg"
- "Spartak" iz Subotice, "Dinamo" iz Pančeva i "Proleter" iz Zrenjanina su se plasirali u završnicu za republičkog prvaka Srbije
- "Spartak" je postao prvak Srbije, te je kroz dodatne kvalifikacije izborio nastup u Prvoj saveznoj ligi

- Viši rang:
  - Spartak (Subotica) se, poslije uspješnih kvalifikacija, plasirao u Prvu saveznu ligu.
  - Dinamo (Pančevo) i Proleter (Zrenjanin), poslije neuspješnih kvalifikacija za Prvu saveznu ligu ostali kao i većina klubova u ligi.
- Ispali:
  - Senta je igrala kvalifikacije za opstana u ligi – uspjela
  - Ispali: Železničar (Inđija) u Srijemsku zonu
- Novi članovi:
  - Jedinstvo (Stara Pazova), Radnički (Sombor), TSK Temerin, Jedinstvo (Vršac), Zvezda (Subotica) i Slavija (Novi Sad) – poslije kvalifikacija

## Rezultatska križaljka
| kratica | klub                   | 6OKT | DIN | JED | PRO | SEN | SPA | TRG | ŽEL |
| --- | ---------------------- | ---- | --- | --- | --- | --- | --- | --- | --- |
| 6OKT | 6. Oktobar Kikinda     |      |     |     |     |     |     |     |     |
| DIN | Dinamo Pančevo         |      |     |     |     |     |     |     |     |
| JED | Jedinstvo Bačka Topola |      |     |     |     |     |     |     |     |
| PRO | Proleter Zrenjanin     |      |     |     |     |     |     |     |     |
| SEN | Senta                  |      |     |     |     |     |     |     |     |
| SPA | Spartak Subotica       |      |     |     |     |     |     |     |     |
| TRG | Trgovački Novi Sad     |      |     |     |     |     |     |     |     |
| ŽEL | Železničar Inđija      |      |     |     |     |     |     |     |     |
| |                        |      |     |     |     |     |     |     |     |
| podebljan rezultat - utakmice od 1. do 7. kola (1. utakmica između klubova) rezultat normalne debljine - utakmice od 8. do 14. kola (2. utakmica između klubova) rezultat nakošen - nije vidljiv redoslijed odigravanja međusobnih utakmica iz dostupnih izvora rezultat nakošen i smanjen * - iz dostupnih izvora nije uočljiv domaćin susreta prekrižen rezultat - poništena ili brisana utakmica p - utakmica prekinuta 3:0 p.f. / 0:3 p.f. - rezultat 3:0 bez borbe n.i. - nije igrano |                        |      |     |     |     |     |     |     |     |

 Izvori: 

## Kvalifikacije za Vojvođansku ligu
Za sezonu 1952./53. je "Vojvođanska liga" proširena na 12 sudionika. U kvallifikacijama je sudjelovalo 8 sudionika – prvaci 6 zonskih liga (liga pokrajinskih centara), drugoplasirani iz "Novosadske zone" te sedmoplasirani iz "Vojvođanske lige". 
 
Igrano u tri kruga. Pobjednici susreta su se kvalificirali u "Vojvođansku ligu", a poraženi su nastavili s kvalifikacijama. 
| par                                                                          | rez                   | napomene                                                 |
| prvi krug                                                                    | prvi krug             | prvi krug                                                |
| ---------------------------------------------------------------------------- | --------------------- | -------------------------------------------------------- |
| Zvezda Subotica – Jedinstvo Vršac                                            | 3:1, 2:1              |                                                          |
| Jedinstvo Stara Pazova – Radnički Kikinda                                    | 2:2, 3:2              |                                                          |
| Senta – Radnički Sombor                                                      | 1:2, 0:4              |                                                          |
| TSK Temerin – Slavija Novi Sad                                               | 2:0, 3:0              |                                                          |
|                                                                              |                       |                                                          |
| drugi krug                                                                   |                       |                                                          |
| Slavija Novi Sad – Jedinstvo Vršac                                           | 3:1, 1:1              |                                                          |
| Radnički Kikinda – Senta                                                     | 2:1, 0:1 p , 0:3 p.f. | drugi susret prekinut, te je dodijeljena pobjeda "Senti" |
|                                                                              |                       |                                                          |
| dodatne kvalifikacije                                                        |                       |                                                          |
| Jedinstvo Vršac – Radnički Kikinda                                           | 1:1, 4:0              |                                                          |
|                                                                              |                       |                                                          |
| podebljano su označeni klubovi koji su se kvalificirali u "Vojvođansku ligu" |                       |                                                          |

## Kvalifikacije za Prvu saveznu ligu – Republička razina
- Sudionici:
  - Spartak Subotica, Dinamo Pančevo i Proleter Zrenjanin, tri prvoplasirana tima Vojvođanske lige
  - Radnički Beograd, prvak grada Beograda
  - Radnički Obrenovac, prvak Beogradskog podsaveza
  - Napredak Kruševac, prvak Kragujevačkog podsaveza
  - Radnički Niš, prvak Niškog podsaveza
  - Trepča K. Mitrovica, prvak Kosmetskog podsaveza

| 1. kolo              | 1. kolo               | 1. lipnja  | 8. lipnja       |
| -------------------- | --------------------- | ---------- | --------------- |
| Radnički (Beograd)   | Proleter (Zrenjanin)  | 4:1        | 1:3             |
| Radnički (Obrenovac) | Spartak (Subotica)    | 1:6        | 0:5             |
| Dinamo (Pančevo)     | Trepča (K. Mitrovica) | 6:0        | 0:3             |
| Radnički (Niš)       | Napredak (Kruševac)   | 3:1        | 0:4             |
| 2. kolo              | 2. kolo               | 15. lipnja | 22. lipnja      |
| Napredak (Kruševac)  | Spartak (Subotica)    | 1:5        | 2:5             |
| Dinamo (Pančevo)     | Radnički (Beograd)    | 2:0        | 1:3, penali 4:3 |
| Finale               | Finale                | 26. lipnja | 1. srpnja       |
| Spartak (Subotica)   | Dinamo (Pančevo)      | 2:0        | 1:1             |

- Spartak, ujedno i Republički prvak se plasirao u završnicu saveznih kvalifikacija

## Kvalifikacije za popunu Prve savezne lige

### Grupa B (Istok)
Sudionici: prvaci Srbije, Makedonije i Crne Gore
| 13. srpnja  | Spartak (Subotica)   | – | Budućnost (Titograd) | 1:1 |
| 20. srpnja  | Pobeda (Prilep)      | – | Spartak (Subotica)   | 2:3 |
| 3. kolovoza | Budućnost (Titograd) | – | Spartak (Subotica)   | 4:3 |
| 9. kolovoza | Spartak (Subotica)   | – | Pobeda (Prilep)      | 7:0 |

| mj. | klub               | ut. | pob. | ner. | por. | gol+ | gol- | bod |
| --- | ------------------ | --- | ---- | ---- | ---- | ---- | ---- | --- |
| 1.  | Spartak Subotica   | 4   | 2    | 1    | 1    | 14   | 7    | 5   |
| 2.  | Budućnost Titograd | 4   | 2    | 1    | 1    | 11   | 12   | 5   |
| 3.  | Pobeda Prilep      | 4   | 1    | 0    | 3    | 10   | 16   | 2   |

- Spartak (Subotica) se plasirao u Prvu saveznu ligu

## Unutrašnje poveznice
- 2. ligaški rang 1952.
- Podsavezna liga AKMO 1952.